# Randonnée en roller
La randonnée en roller est la pratique la plus répandue des usagers du roller. Elle consiste en de simples promenades, sans esprit de compétition, le plus souvent en milieu urbain, mais aussi à la campagne le long de pistes cyclables, voire sur les routes là où il n'y a pas de voie aménagée.
La grande randonnée en est une variante extrême qui consiste à parcourir d'importantes distances de ville à ville, en un ou plusieurs jours. Quand le parcours s'effectue en un temps réduit (quelques jours au plus), on l'appelle aussi raid en roller. Depuis le début du siècle[Lequel ?], quelques patineurs ont ainsi traversé le monde[réf. souhaitée]. Ces dernières années, cette pratique a connu un certain développement, particulièrement en France.  
La plupart des pratiquants de la randonnée en roller évoluent seuls ou en petits groupes, néanmoins, depuis le milieu des années 1990, les randonnées populaires rassemblant plusieurs milliers de participants connaissent un succès croissant dans les grandes villes.  

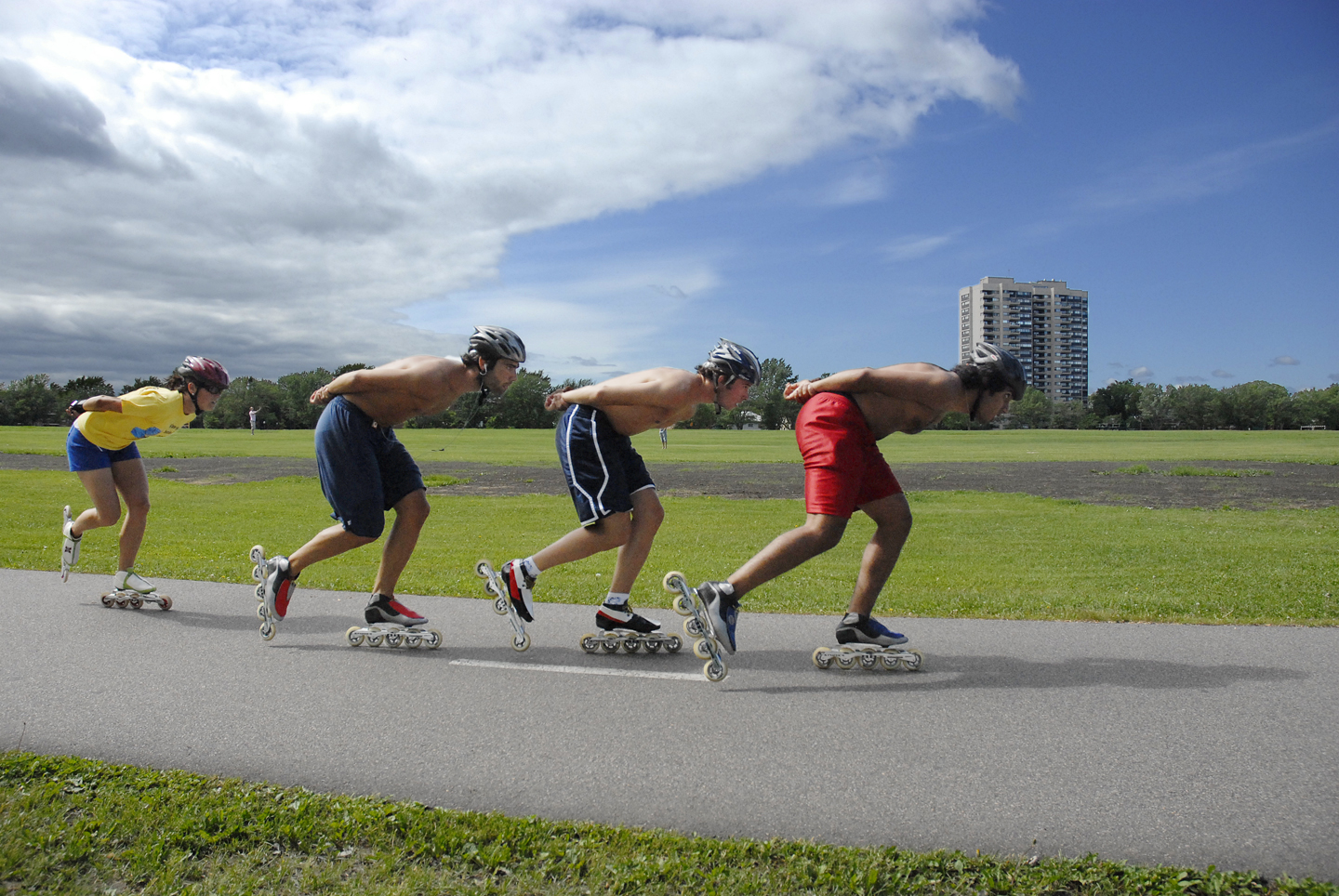
Patineurs sur les Plaines d'Abraham, Québec, juin 2007

## Historique des randonnées populaires
À l'origine, de telles randonnées rassemblaient un petit nombre de patineurs motivés, certains soirs de semaine, en particulier à Paris, où la première association de randonneurs à roller a vu le jour.
Le succès de la formule a suscité des émules dans d'autres villes, puis le mouvement s'est structuré, indépendamment des instances officielles du roller sportif.

## Organisation des randonnées populaires
Les randonnées encadrées le sont généralement par des bénévoles, que l'on appelle couramment staffeurs (anglicisme). Ils sont identifiables à leurs tee-shirts ou chasubles de couleur vive (jaune canari à Paris). Un véhicule motorisé peut également accompagner la randonnée pour une meilleure signalisation.
Pour que la randonnée se déroule dans de bonnes conditions, l'encadrement bloque les voies latérales le temps que l'ensemble des patineurs passe, ce qui engendre parfois des conflits avec les automobilistes. Les équipes les plus organisées disposent d'un équipement de communication dédié (talkie-walkie) pour maintenir la cohésion du cortège. La signalisation des dangers au sein du groupe se fait par tous les participants en levant les mains : une main levée signale un danger/obstacle du même côté ; les deux mains levées signalent un ralentissement ou un danger devant ; les deux mains levées et croisées au-dessus de la tête demandent un arrêt immédiat.
Par habitude, lors de randonnées importantes, un espace est réservé sur la gauche du groupe pour permettre aux staffeurs de remonter la randonnée. Dans le cadre de randonnées déclarées, les patineurs doivent rester sur la chaussée et ne pas emprunter les trottoirs ni la voie en contre-sens.
L'encadrement peut, lorsqu'un accord a été conclu avec les autorités, disposer d'une escorte policière (motorisée ou non, voire en roller à Paris).
Avant toute chose, il faut prévoir le parcours qui sera effectué. Cette prévision se fait généralement sur carte, mais peut parfois être effectuée directement sur le terrain. Une reconnaissance préalable permet de vérifier que les difficultés rencontrées ne se transformeront pas en danger lors du passage du cortège. Il faut également vérifier régulièrement les travaux pour être sûr que les routes ne seront pas coupées.
Les associations qui organisent les randonnées doivent souscrire une police d'assurance (Art. R 331-10 Code du Sport), dite « responsabilité civile organisateur » qui couvre les conséquences pécuniaires d'éventuels dommages pouvant leur incomber. Par ailleurs, certaines contractent une police d'assurance spécifique et non obligatoire dite "dommages corporels" au bénéfice des participants.  
À l'instar d'autres manifestations sportives, les randonnées roller répondent à un cadre juridique précis. Les organisateurs sont tenus de déclarer, au plus tard un mois à l'avance, la balade auprès de la Préfecture du ou des départements concernés dès lors qu'il y a plus de 75 participants attendus. Les randonnées roller n'étant pas des compétitions sportives (absence de classement), elles ne sont pas soumises à une autorisation préalable et font l'objet d'une procédure simplifiée, dite de déclaration (Art. R 331-6 du Code du Sport).
Comme le prévoit le Code de la Route (Art. R 412-42), le cortège doit circuler sur le côté droit de la chaussée, ne pas excéder une certaine longueur et ne bénéfice pas d'une priorité de passage. Ces dispositions générales ne correspondant pas à la réalité d'évènements rassemblant un grand nombre de personnes, la plupart des organisateurs des grandes randonnées en France effectuent des démarches complémentaires pour bénéficier d'un arrêté préfectoral ou municipal leur permettant d'interrompre la circulation au moment du passage du cortège. 
À noter, enfin, que comme toute manifestation ou épreuve sportive sur la voie publique, les randonnées roller font l'objet de règles techniques et de sécurité. Celles-ci sont édictées par la Fédération française de roller et skateboard et synthétisées au sein d'une fiche technique co-validée par le ministère des Sports (Art. R 331-7 du Code du Sport).

### Coûts des randonnées organisées
Compte tenu des obligations des associations vis-à-vis des participants, l'organisation de randonnées a un coût non négligeable. Les dépenses ordinaires comprennent l'assurance, les secours, les systèmes de sécurité, les voitures balai...
En 2006, le coût des grandes randonnées hebdomadaires parisiennes pouvait être évalué à environ 900 000 € par an (assurance, véhicules de secours, talkie-walkies et équipement de l'équipe d'encadrement)[réf. nécessaire].

## Liste de randonnées
- Belgique : Rouliroula, les bons plans roller en Belgique et ailleurs